# Bão Apollo
Bão Apollo, hay còn được gọi là bão Nearchus, là một cơn bão Địa Trung Hải mạnh tấn công nhiều quốc gia ở dọc bờ biển Địa Trung Hải, đặc biệt là ở Ý vào năm 2021. Bão giết chết 7 người bởi lũ lụt từ nó.Tunisia, Algérie, Malta và Ý là những quốc gia chịu ảnh hửng bởi bão, và tại nơi bị ảnh hưởng tồi tệ nhất là một hòn đảo của Ý, Sicilia. Thiệt hại ước tính bởi Aon Benfield là hơn 245 triệu Đô la Mỹ.